# Eric Rejdnell
Eric Harald Rejdnell, född 16 april 1924 i Mörlunda församling i Kalmar län, död 25 oktober 2000 i Oskarshamn, var en svensk tjänsteman och politiker (folkpartist).
Eric Rejdnell, som var son till en lastningsförman, var konsulent vid Postbanken i Stockholm 1951–1965 och därefter kamrer vid Elajoföretagen i Oskarshamn 1965–1989. Han var ledamot av Oskarshamns kommunfullmäktige 1971–1976 och 1982–1994 samt ordförande i Folkpartiets länsförbund i Kalmar län 1974–1985.
Han var riksdagsledamot för Kalmar läns valkrets 1976–1982. I riksdagen var han bland annat ledamot i trafikutskottet 1979–1982. Han var främst engagerad i kommunikationspolitik och sociala frågor.